# 新體制運動
新體制運動（日语：／ shin taisei undō */?）是近卫文磨擔任日本首相時提出的解散各個政黨建立以近卫文磨为总裁的新党的活動，目的是建立一黨制的军国主义战争体制。1940年6月，近卫文磨發表建立新体制的声明。1940年7月至8月，社会大衆党、立宪政友会、立宪民政党等日本各党派相继解散。1940年7月22日，第2次近卫内阁成立。10月，大政翼贊会成立，同时日本當局按职业把居民纳入官方控制下的报国会等组织。12月，内阁通过《确立经济新体制纲要》。1941年，日本當局根據产业部门建立统制会，實施统制经济。